# Pseudomiza olivescens
Pseudomiza olivescens là một loài bướm đêm trong họ Geometridae.